# Uruguay en la Copa Mundial de Fútbol Sub-20 de 2023
La selección de Uruguay fue uno de los 24 equipos participantes en la Copa Mundial de Fútbol Sub-20 de 2023, torneo que se llevó a cabo entre el 20 de mayo y 11 de junio de 2023 en Argentina.
En el sorteo la Celeste quedó emparejada en el Grupo E junto con Irak, Inglaterra y Túnez.
Correspondió a la decimosexta participación absoluta de Uruguay en la Copa Mundial sub-20 y la octava consecutiva.

## Preparación

### Previo al Mundial
Uruguay clasificó a la Copa Mundial tras un buen Campeonato Sudamericano Sub-20, certamen en el que finalizó subcampeón, tras perder con Brasil en la última fecha.
En los primeros entrenamientos luego del Sudamericano, se integraron 4 jugadores que no habían sido parte del torneo internacional sub-20: Kevin Martínez, Santiago Homenchenko, Joaquín Lavega y Andrés Ferrari.
Entrenaron de manera exclusiva con la selección, sin posibilidad de jugar en sus clubes. Disputaron 2 partidos amistosos internacionales de preparación en Uruguay.
En primer lugar recibieron a la selección de Honduras, en Belvedere el 10 de mayo, al minuto 15 Luciano Rodríguez convirtió el único gol del encuentro, lo que significó el triunfo de Uruguay 1-0.
El último partido de preparación se jugó el 13 de mayo, recibieron al en ese entonces vigente campeón asiático Uzbekistán en el Estadio Centenario, al minuto 69 se abrió el marcador para Uruguay a través de su capitán Fabricio Díaz mediante un penal, posteriormente al final su compatriota Anderson Duarte convirtió el 2-0 definitivo para los locales.
El 18 de mayo viajaron a la sede del mundial, el país vecino Argentina, se establecieron en La Plata.

### Partidos amistosos
| Fecha              | Lugar      |         |  | Resultado |  |            |
| ------------------ | ---------- | ------- |  | --------- |  | ---------- |
| 10 de mayo de 2023 | Montevideo | Uruguay |  | 1:0       |  | Honduras   |
| 13 de mayo de 2023 | Montevideo | Uruguay |  | 2:0       |  | Uzbekistán |

## Plantel

### Lista de convocados
El 8 de mayo de 2023 el entrenador dio la lista definitiva de 21 jugadores, en la cual incluyó a 2 jugadores del exterior Facundo González y Alan Matturro, pero no se consiguió la autorización del Real Madrid para contar con Álvaro Rodríguez. De los futbolistas que jugaron el Sudamericano quedaron fuera del Mundial Valentín Gauthier, Rodrigo Cabrera, Emiliano Rodríguez, Álvaro Rodríguez y Renzo Sánchez, este último por lesión.
Datos correspondientes a la situación previa del torneo.
| N.º | Nombre                  | Posición      | Edad    | Club                           |
| --- | ----------------------- | ------------- | ------- | ------------------------------ |
| 1   | Facundo Machado         | Portero       | 19 años | C. Nacional de F.              |
| 12  | Randall Rodríguez       | Portero       | 19 años | C. A. Peñarol                  |
| 21  | José Arbío              | Portero       | 20 años | C. A. River Plate (Montevideo) |
| 2   | Sebastián Boselli       | Defensa       | 19 años | Defensor Sporting C.           |
| 3   | Mateo Antoni            | Defensa       | 20 años | Liverpool F. C.                |
| 4   | Mateo Ponte             | Defensa       | 19 años | Danubio F. C.                  |
| 6   | Mathías de Ritis        | Defensa       | 20 años | C. A. Peñarol                  |
| 13  | Alan Matturro           | Defensa       | 18 años | Genoa C. F. C.                 |
| 16  | Facundo González        | Defensa       | 19 años | Valencia C. F.                 |
| 5   | Fabricio Díaz           | Mediocampista | 20 años | Liverpool F. C.                |
| 7   | Anderson Duarte         | Mediocampista | 19 años | Defensor Sporting C.           |
| 8   | Rodrigo Chagas          | Mediocampista | 19 años | C. Nacional de F.              |
| 10  | Franco González         | Mediocampista | 18 años | Danubio F. C.                  |
| 11  | Juan Cruz de los Santos | Mediocampista | 20 años | C. A. River Plate (Montevideo) |
| 14  | Damián García Graña     | Mediocampista | 19 años | C. A. Peñarol                  |
| 15  | Ignacio Sosa            | Mediocampista | 19 años | C. A. Fénix                    |
| 17  | Matías Abaldo           | Mediocampista | 19 años | Defensor Sporting C.           |
| 18  | Santiago Homenchenko    | Mediocampista | 19 años | C. A. Peñarol                  |
| 9   | Andrés Ferrari          | Delantero     | 20 años | Defensor Sporting C.           |
| 19  | Luciano Rodríguez       | Delantero     | 19 años | Liverpool F. C.                |
| 20  | Nicolás Siri            | Delantero     | 19 años | Montevideo City Torque         |

### Cuerpo técnico
- Director técnico

 Marcelo Broli
- Asistente técnico

 Diego "Ruso" Pérez
- Preparador físico 1

 Santiago Ferro
- Preparador físico 2

 Diego Estavillo
- Preparador de porteros

 Ignacio Bordad

## Participación

### Partidos
| Fecha       | Lugar               | Instancia        | Local          |                           | Resultado |                       | Visitante  |
| ----------- | ------------------- | ---------------- | -------------- | ------------------------- | --------- | --------------------- | ---------- |
| 22 de mayo  | La Plata            | Fase de grupos   | Uruguay        | Bandera de Uruguay        | 4:0 (1:0) | Bandera de Irak       | Irak       |
| 25 de mayo  | La Plata            | Fase de grupos   | Uruguay        | Bandera de Uruguay        | 2:3 (0:2) | Bandera de Inglaterra | Inglaterra |
| 28 de mayo  | Mendoza             | Fase de grupos   | Túnez          | Bandera de Túnez          | 0:1 (0:0) | Bandera de Uruguay    | Uruguay    |
| 1 de junio  | Santiago del Estero | Octavos de final | Gambia         | Bandera de Gambia         | 0:1 (0:0) | Bandera de Uruguay    | Uruguay    |
| 4 de junio  | Santiago del Estero | Cuartos de final | Estados Unidos | Bandera de Estados Unidos | 0:2 (0:1) | Bandera de Uruguay    | Uruguay    |
| 8 de junio  | La Plata            | Semifinal        | Uruguay        | Bandera de Uruguay        | 1:0 (0:0) | Bandera de Israel     | Israel     |
| 11 de junio | La Plata            | Final            | Uruguay        | Bandera de Uruguay        | 1:0 (0:0) | Bandera de Italia     | Italia     |

### Fase de grupos - Grupo E
| Selección  | Pts | PJ | PG | PE | PP | GF | GC | Dif |
| ---------- | --- | -- | -- | -- | -- | -- | -- | --- |
| Inglaterra | 7   | 3  | 2  | 1  | 0  | 4  | 2  | 2   |
| Uruguay    | 6   | 3  | 2  | 0  | 1  | 7  | 3  | 4   |
| Túnez      | 3   | 3  | 1  | 0  | 2  | 3  | 2  | 1   |
| Irak       | 1   | 3  | 0  | 1  | 2  | 0  | 7  | –7  |

|  | Clasificados a octavos de final.                          |
|  | Clasificado a octavos de final como último mejor tercero. |

#### Uruguay vs. Irak
| 22 de mayo | Uruguay                                                       | 4:0 (1:0) | Irak | Estadio Ciudad de La Plata, La Plata                                    |                                                                         |
| 18:00      | Abaldo 38' · Ferrari 48' · Hassan 62' (a.g.) · Matturro 90+2' | Reporte   |      | Asistencia: 5 176 espectadores Árbitro(s): Glenn Nyberg VAR: Fedayi San | Asistencia: 5 176 espectadores Árbitro(s): Glenn Nyberg VAR: Fedayi San |

| 12         | Guardameta     | Randall Rodríguez |     |
| 4          | Defensa        | Mateo Ponte       | 73' |
| 2          | Defensa        | Sebastián Boselli |     |
| 16         | Defensa        | Facundo González  |     |
| 13         | Defensa        | Alan Matturro     |     |
| 5          | Centrocampista | Fabricio Díaz     |     |
| 14         | Centrocampista | Damián García     | 87' |
| 19         | Centrocampista | Luciano Rodríguez |     |
| 10         | Centrocampista | Franco González   | 73' |
| 17         | Centrocampista | Matías Abaldo     | 82' |
| 9          | Delantero      | Andrés Ferrari    | 73' |
| Entrenador | Entrenador     | Marcelo Broli     |     |

| 1          | Guardameta     | Hussein Hassan        |     |
| 2          | Defensa        | Alai Ghasem           | 66' |
| 6          | Defensa        | Adam Rasheed          |     |
| 4          | Defensa        | Kadhim Raad           |     |
| 19         | Defensa        | Sajjad Mohammed Mahdi |     |
| 18         | Centrocampista | Ali Sadiq             |     |
| 5          | Centrocampista | Abdul-Razzak Qasim    | 66' |
| 16         | Centrocampista | Ali Jassim            |     |
| 21         | Centrocampista | Hayder Abdulkareem    |     |
| 10         | Centrocampista | Youssef Amyn          | 66' |
| 7          | Delantero      | Mohammed Jameel       | 46' |
| Entrenador | Entrenador     | Emad Mohammed         |     |

| 18 | Centrocampista | Santiago Homenchenko | 73' |
| 8  | Centrocampista | Rodrigo Chagas       | 73' |
| 7  | Centrocampista | Anderson Duarte      | 73' |
| 20 | Delantero      | Nicolás Siri         | 82' |
| 15 | Centrocampista | Ignacio Sosa         | 87' |

| 11 | Delantero      | Ashar Ali        | 46' |
| 3  | Defensa        | Roman Doulashi   | 66' |
| 9  | Centrocampista | Alexander Aoraha | 66' |
| 8  | Delantero      | Abdulqader Ayoub | 66' |

| Anotado           | 38'   | Matías Abaldo  | 1–0 |
| Anotado           | 48'   | Andrés Ferrari | 2–0 |
| Anotado · Autogol | 62'   | Hussein Hassan | 3–0 |
| Anotado           | 90+2' | Alan Matturro  | 4–0 |

| Amonestado | 32' | Kadhim Raad        |
| Amonestado | 58' | Hayder Abdulkareem |
| Amonestado | 63' | Alai Ghasem        |

| Árbitro             | Glenn Nyberg       |
| Árbitros asistentes | Mahbod Beigi       |
| Árbitros asistentes | Andreas Söderkvist |
| Cuarto árbitro      | Donatas Rumšas     |
| VAR                 | Fedayi San         |
| Adicionales VAR     | Guillermo Cuadra   |

| 12         | Guardameta     | Randall Rodríguez |     |
| 4          | Defensa        | Mateo Ponte       | 73' |
| 2          | Defensa        | Sebastián Boselli |     |
| 16         | Defensa        | Facundo González  |     |
| 13         | Defensa        | Alan Matturro     |     |
| 5          | Centrocampista | Fabricio Díaz     |     |
| 14         | Centrocampista | Damián García     | 87' |
| 19         | Centrocampista | Luciano Rodríguez |     |
| 10         | Centrocampista | Franco González   | 73' |
| 17         | Centrocampista | Matías Abaldo     | 82' |
| 9          | Delantero      | Andrés Ferrari    | 73' |
| Entrenador | Entrenador     | Marcelo Broli     |     |

| 1          | Guardameta     | Hussein Hassan        |     |
| 2          | Defensa        | Alai Ghasem           | 66' |
| 6          | Defensa        | Adam Rasheed          |     |
| 4          | Defensa        | Kadhim Raad           |     |
| 19         | Defensa        | Sajjad Mohammed Mahdi |     |
| 18         | Centrocampista | Ali Sadiq             |     |
| 5          | Centrocampista | Abdul-Razzak Qasim    | 66' |
| 16         | Centrocampista | Ali Jassim            |     |
| 21         | Centrocampista | Hayder Abdulkareem    |     |
| 10         | Centrocampista | Youssef Amyn          | 66' |
| 7          | Delantero      | Mohammed Jameel       | 46' |
| Entrenador | Entrenador     | Emad Mohammed         |     |

| 18 | Centrocampista | Santiago Homenchenko | 73' |
| 8  | Centrocampista | Rodrigo Chagas       | 73' |
| 7  | Centrocampista | Anderson Duarte      | 73' |
| 20 | Delantero      | Nicolás Siri         | 82' |
| 15 | Centrocampista | Ignacio Sosa         | 87' |

| 11 | Delantero      | Ashar Ali        | 46' |
| 3  | Defensa        | Roman Doulashi   | 66' |
| 9  | Centrocampista | Alexander Aoraha | 66' |
| 8  | Delantero      | Abdulqader Ayoub | 66' |

| Anotado           | 38'   | Matías Abaldo  | 1–0 |
| Anotado           | 48'   | Andrés Ferrari | 2–0 |
| Anotado · Autogol | 62'   | Hussein Hassan | 3–0 |
| Anotado           | 90+2' | Alan Matturro  | 4–0 |

| Amonestado | 32' | Kadhim Raad        |
| Amonestado | 58' | Hayder Abdulkareem |
| Amonestado | 63' | Alai Ghasem        |

| Árbitro             | Glenn Nyberg       |
| Árbitros asistentes | Mahbod Beigi       |
| Árbitros asistentes | Andreas Söderkvist |
| Cuarto árbitro      | Donatas Rumšas     |
| VAR                 | Fedayi San         |
| Adicionales VAR     | Guillermo Cuadra   |

| Estadísticas       | Bandera de Uruguay | Bandera de Irak |
| Tiros              | 28                 | 9               |
| Tiros a puerta     | 9                  | 5               |
| Faltas             | 13                 | 13              |
| Saques de esquina  | 7                  | 3               |
| Penaltis           | 0                  | 0               |
| Fueras de juego    | 0                  | 1               |
| Posesión del balón | 43 %               | 57 %            |

#### Uruguay vs. Inglaterra
| 25 de mayo | Uruguay                         | 2:3 (0:2) | Inglaterra                                 | Estadio Ciudad de La Plata, La Plata                                         |                                                                              |
| 15:00      | Fr. González 49' · Abaldo 90+9' | Reporte   | Humphreys 22' · Devine 45+4' · Gyabi 90+5' | Asistencia: 27 231 espectadores Árbitro(s): Marco Ortiz VAR: Adonai Escobedo | Asistencia: 27 231 espectadores Árbitro(s): Marco Ortiz VAR: Adonai Escobedo |

| 12         | Guardameta     | Randall Rodríguez |        |
| 4          | Defensa        | Mateo Ponte       |        |
| 2          | Defensa        | Sebastián Boselli |        |
| 16         | Defensa        | Facundo González  |        |
| 13         | Defensa        | Alan Matturro     |        |
| 5          | Centrocampista | Fabricio Díaz     | 86'    |
| 14         | Centrocampista | Damián García     | 78'    |
| 19         | Centrocampista | Luciano Rodríguez | 90+10' |
| 10         | Centrocampista | Franco González   | 86'    |
| 17         | Centrocampista | Matías Abaldo     |        |
| 9          | Delantero      | Andrés Ferrari    | 78'    |
| Entrenador | Entrenador     | Marcelo Broli     |        |

| 1          | Guardameta     | Matthew Cox      |       |
| 6          | Defensa        | Jarell Quansah   |       |
| 15         | Defensa        | Ronnie Edwards   |       |
| 5          | Defensa        | Bashir Humphreys |       |
| 21         | Centrocampista | Daniel Oyegoke   |       |
| 14         | Centrocampista | Darko Gyabi      |       |
| 4          | Centrocampista | Alex Scott       |       |
| 11         | Centrocampista | Harvey Vale      |       |
| 7          | Delantero      | Alfie Devine     | 90+6' |
| 9          | Delantero      | Dane Scarlett    | 90+1' |
| 18         | Delantero      | Mateo Joseph     | 63'   |
| Entrenador | Entrenador     | Ian Foster       |       |

| 15 | Centrocampista | Ignacio Sosa            | 78'    |
| 11 | Centrocampista | Juan Cruz de los Santos | 78'    |
| 7  | Centrocampista | Anderson Duarte         | 86'    |
| 18 | Centrocampista | Santiago Homenchenko    | 86'    |
| 20 | Delantero      | Nicolás Siri            | 90+10' |

| 20 | Delantero      | Daniel Jebbison | 63'   |
| 8  | Centrocampista | Xavier Simons   | 90+1' |
| 16 | Defensa        | Imari Samuels   | 90+6' |

| Anotado | 49'   | Franco González | 1–2 |
| Anotado | 90+9' | Matías Abaldo   | 2–3 |

| Anotado | 22'   | Bashir Humphreys | 0–1 |
| Anotado | 45+4' | Alfie Devine     | 0–2 |
| Anotado | 90+5' | Darko Gyabi      | 1–3 |

| Amonestado | 80' | Alan Matturro |

| Amonestado | 42' | Mateo Joseph |
| Amonestado | 75' | Alex Scott   |
| Amonestado | 84' | Matthew Cox  |

| Árbitro             | Marco Ortiz Nava       |
| Árbitros asistentes | Enrique Bustos         |
| Árbitros asistentes | Jorge Sánchez Espinoza |
| Cuarto árbitro      | Donatas Rumšas         |
| VAR                 | Adonai Escobedo        |
| Adicionales VAR     | Aleandro Di Paolo      |

| 12         | Guardameta     | Randall Rodríguez |        |
| 4          | Defensa        | Mateo Ponte       |        |
| 2          | Defensa        | Sebastián Boselli |        |
| 16         | Defensa        | Facundo González  |        |
| 13         | Defensa        | Alan Matturro     |        |
| 5          | Centrocampista | Fabricio Díaz     | 86'    |
| 14         | Centrocampista | Damián García     | 78'    |
| 19         | Centrocampista | Luciano Rodríguez | 90+10' |
| 10         | Centrocampista | Franco González   | 86'    |
| 17         | Centrocampista | Matías Abaldo     |        |
| 9          | Delantero      | Andrés Ferrari    | 78'    |
| Entrenador | Entrenador     | Marcelo Broli     |        |

| 1          | Guardameta     | Matthew Cox      |       |
| 6          | Defensa        | Jarell Quansah   |       |
| 15         | Defensa        | Ronnie Edwards   |       |
| 5          | Defensa        | Bashir Humphreys |       |
| 21         | Centrocampista | Daniel Oyegoke   |       |
| 14         | Centrocampista | Darko Gyabi      |       |
| 4          | Centrocampista | Alex Scott       |       |
| 11         | Centrocampista | Harvey Vale      |       |
| 7          | Delantero      | Alfie Devine     | 90+6' |
| 9          | Delantero      | Dane Scarlett    | 90+1' |
| 18         | Delantero      | Mateo Joseph     | 63'   |
| Entrenador | Entrenador     | Ian Foster       |       |

| 15 | Centrocampista | Ignacio Sosa            | 78'    |
| 11 | Centrocampista | Juan Cruz de los Santos | 78'    |
| 7  | Centrocampista | Anderson Duarte         | 86'    |
| 18 | Centrocampista | Santiago Homenchenko    | 86'    |
| 20 | Delantero      | Nicolás Siri            | 90+10' |

| 20 | Delantero      | Daniel Jebbison | 63'   |
| 8  | Centrocampista | Xavier Simons   | 90+1' |
| 16 | Defensa        | Imari Samuels   | 90+6' |

| Anotado | 49'   | Franco González | 1–2 |
| Anotado | 90+9' | Matías Abaldo   | 2–3 |

| Anotado | 22'   | Bashir Humphreys | 0–1 |
| Anotado | 45+4' | Alfie Devine     | 0–2 |
| Anotado | 90+5' | Darko Gyabi      | 1–3 |

| Amonestado | 80' | Alan Matturro |

| Amonestado | 42' | Mateo Joseph |
| Amonestado | 75' | Alex Scott   |
| Amonestado | 84' | Matthew Cox  |

| Árbitro             | Marco Ortiz Nava       |
| Árbitros asistentes | Enrique Bustos         |
| Árbitros asistentes | Jorge Sánchez Espinoza |
| Cuarto árbitro      | Donatas Rumšas         |
| VAR                 | Adonai Escobedo        |
| Adicionales VAR     | Aleandro Di Paolo      |

| Estadísticas       | Bandera de Uruguay | Bandera de Inglaterra |
| Tiros              | 20                 | 12                    |
| Tiros a puerta     | 6                  | 3                     |
| Faltas             | 8                  | 10                    |
| Saques de esquina  | 5                  | 10                    |
| Penaltis           | 0                  | 0                     |
| Fueras de juego    | 3                  | 0                     |
| Posesión del balón | 53 %               | 47 %                  |

#### Túnez vs. Uruguay
| 28 de mayo | Túnez | 0:1 (0:0) | Uruguay                   | Estadio Malvinas Argentinas, Mendoza                                                 |                                                                                      |
| 15:00      |       | Reporte   | Fr. González 90+3' (pen.) | Asistencia: 6 497 espectadores Árbitro(s): José María Sánchez VAR: Aleandro Di Paolo | Asistencia: 6 497 espectadores Árbitro(s): José María Sánchez VAR: Aleandro Di Paolo |

| 16         | Guardameta     | Dries Arfaoui        |     |
| 5          | Defensa        | Raed Bouchniba       |     |
| 6          | Defensa        | Ghaith Ouahabi       |     |
| 2          | Defensa        | Mahmoud Ghorbel      |     |
| 19         | Defensa        | Ali Saoudi           |     |
| 4          | Defensa        | Karim El Abed        |     |
| 13         | Centrocampista | Mohamed Wael Derbali |     |
| 8          | Centrocampista | Yassine Dridi        | 77' |
| 21         | Delantero      | Jibril Othman        | 58' |
| 10         | Delantero      | Chaïm El Djebali     | 77' |
| 18         | Delantero      | Mohamed Dhaoui       | 69' |
| Entrenador | Entrenador     | Montasser Louhichi   |     |

| 12         | Guardameta     | Randall Rodríguez       |  |
| 4          | Defensa        | Mateo Ponte             |  |
| 2          | Defensa        | Sebastián Boselli       |  |
| 16         | Defensa        | Facundo González        |  |
| 13         | Defensa        | Alan Matturro           |  |
| 5          | Centrocampista | Fabricio Díaz           |  |
| 14         | Centrocampista | Damián García           |  |
| 19         | Centrocampista | Luciano Rodríguez       |  |
| 10         | Centrocampista | Franco González         |  |
| 17         | Centrocampista | Matías Abaldo           |  |
| 11         | Delantero      | Juan Cruz de los Santos |  |
| Entrenador | Entrenador     | Marcelo Broli           |  |

| 11 | Delantero      | Raki Aouani   | 58' |
| 9  | Delantero      | Youssef Snana | 69' |
| 15 | Centrocampista | Baraket Hmidi | 77' |
| 17 | Centrocampista | Malek Mehri   | 77' |

| 7  | Centrocampista | Anderson Duarte | 64'   |
| 8  | Centrocampista | Rodrigo Chagas  | 79'   |
| 9  | Delantero      | Andrés Ferrari  | 79'   |
| 20 | Delantero      | Nicolás Siri    | 90+4' |
| 15 | Centrocampista | Ignacio Sosa    | 90+4' |

| Anotado · Penal | 90+3' | Franco González | 0–1 |

| Amonestado | 70'    | Yassine Dridi  |
| Amonestado | 90+8'  | Ghaith Ouahabi |
| Amonestado | 90+10' | Ali Saoudi     |

| Árbitro             | José María Sánchez           |
| Árbitros asistentes | Raúl Cabanero Martínez       |
| Árbitros asistentes | Iñigo Prieto López de Ceraín |
| Cuarto árbitro      | Bryan López                  |
| VAR                 | Aleandro Di Paolo            |
| Adicionales VAR     | Luis Godinho                 |

| 16         | Guardameta     | Dries Arfaoui        |     |
| 5          | Defensa        | Raed Bouchniba       |     |
| 6          | Defensa        | Ghaith Ouahabi       |     |
| 2          | Defensa        | Mahmoud Ghorbel      |     |
| 19         | Defensa        | Ali Saoudi           |     |
| 4          | Defensa        | Karim El Abed        |     |
| 13         | Centrocampista | Mohamed Wael Derbali |     |
| 8          | Centrocampista | Yassine Dridi        | 77' |
| 21         | Delantero      | Jibril Othman        | 58' |
| 10         | Delantero      | Chaïm El Djebali     | 77' |
| 18         | Delantero      | Mohamed Dhaoui       | 69' |
| Entrenador | Entrenador     | Montasser Louhichi   |     |

| 12         | Guardameta     | Randall Rodríguez       |  |
| 4          | Defensa        | Mateo Ponte             |  |
| 2          | Defensa        | Sebastián Boselli       |  |
| 16         | Defensa        | Facundo González        |  |
| 13         | Defensa        | Alan Matturro           |  |
| 5          | Centrocampista | Fabricio Díaz           |  |
| 14         | Centrocampista | Damián García           |  |
| 19         | Centrocampista | Luciano Rodríguez       |  |
| 10         | Centrocampista | Franco González         |  |
| 17         | Centrocampista | Matías Abaldo           |  |
| 11         | Delantero      | Juan Cruz de los Santos |  |
| Entrenador | Entrenador     | Marcelo Broli           |  |

| 11 | Delantero      | Raki Aouani   | 58' |
| 9  | Delantero      | Youssef Snana | 69' |
| 15 | Centrocampista | Baraket Hmidi | 77' |
| 17 | Centrocampista | Malek Mehri   | 77' |

| 7  | Centrocampista | Anderson Duarte | 64'   |
| 8  | Centrocampista | Rodrigo Chagas  | 79'   |
| 9  | Delantero      | Andrés Ferrari  | 79'   |
| 20 | Delantero      | Nicolás Siri    | 90+4' |
| 15 | Centrocampista | Ignacio Sosa    | 90+4' |

| Anotado · Penal | 90+3' | Franco González | 0–1 |

| Amonestado | 70'    | Yassine Dridi  |
| Amonestado | 90+8'  | Ghaith Ouahabi |
| Amonestado | 90+10' | Ali Saoudi     |

| Árbitro             | José María Sánchez           |
| Árbitros asistentes | Raúl Cabanero Martínez       |
| Árbitros asistentes | Iñigo Prieto López de Ceraín |
| Cuarto árbitro      | Bryan López                  |
| VAR                 | Aleandro Di Paolo            |
| Adicionales VAR     | Luis Godinho                 |

| Estadísticas       | Bandera de Túnez | Bandera de Uruguay |
| Tiros              | 6                | 35                 |
| Tiros a puerta     | 1                | 7                  |
| Faltas             | 14               | 11                 |
| Saques de esquina  | 4                | 9                  |
| Penaltis           | 0                | 1                  |
| Fueras de juego    | 1                | 1                  |
| Posesión del balón | 35 %             | 65 %               |

### Octavos de final

#### Gambia vs. Uruguay
| 1 de junio | Gambia | 0:1 (0:0) | Uruguay    | Estadio Único Madre de Ciudades, Santiago del Estero                           |                                                                                |
| 14:30      |        | Reporte   | Duarte 65' | Asistencia: 7 644 espectadores Árbitro(s): François Letexier VAR: Luis Godinho | Asistencia: 7 644 espectadores Árbitro(s): François Letexier VAR: Luis Godinho |

| 1          | Guardameta     | Pa Ebou Dampha    |     |
| 16         | Defensa        | Bakary Jawara     | 86' |
| 5          | Defensa        | Dembo Saidykhan   |     |
| 4          | Defensa        | Alagie Saine      |     |
| 3          | Defensa        | Sainey Sanyang    |     |
| 13         | Centrocampista | Haruna Rasid Njie | 81' |
| 6          | Centrocampista | Mahmudu Bajo      |     |
| 21         | Centrocampista | Mamin Sanyang     | 62' |
| 9          | Centrocampista | Mansour Mbye      |     |
| 8          | Centrocampista | Salifu Colley     | 62' |
| 20         | Delantero      | Adama Bojang      |     |
| Entrenador | Entrenador     | Abdoulie Bojang   |     |

| 12         | Guardameta     | Randall Rodríguez       |       |
| 4          | Defensa        | Mateo Ponte             |       |
| 2          | Defensa        | Sebastián Boselli       |       |
| 16         | Defensa        | Facundo González        |       |
| 13         | Defensa        | Alan Matturro           |       |
| 5          | Centrocampista | Fabricio Díaz           |       |
| 14         | Centrocampista | Damián García           | 62'   |
| 19         | Centrocampista | Luciano Rodríguez       |       |
| 10         | Centrocampista | Franco González         | 90+3' |
| 7          | Centrocampista | Anderson Duarte         | 75'   |
| 11         | Delantero      | Juan Cruz de los Santos | 75'   |
| Entrenador | Entrenador     | Marcelo Broli           |       |

| 19 | Delantero      | Ebrima Singhateh   | 62' |
| 2  | Delantero      | Ba Lamin Sowe      | 62' |
| 14 | Centrocampista | Muhammed Sawaneh   | 81' |
| 11 | Delantero      | Modou Lamin Marong | 86' |

| 15 | Centrocampista | Ignacio Sosa         | 62'   |
| 20 | Delantero      | Nicolás Siri         | 75'   |
| 8  | Centrocampista | Rodrigo Chagas       | 75'   |
| 18 | Centrocampista | Santiago Homenchenko | 90+3' |

| Anotado | 65' | Anderson Duarte | 0–1 |

| Amonestado | 45+1' | Sainey Sanyang   |
| Amonestado | 82'   | Ebrima Singhateh |

| Amonestado | 38' | Damián García |

| Expulsado | 17' | Mansour Mbye |

| Expulsado | 45+4' | Luciano Rodríguez |

| Árbitro             | François Letexier |
| Árbitros asistentes | Cyril Mugnier     |
| Árbitros asistentes | Mehdi Rahmouni    |
| Cuarto árbitro      | Ahmad Al-Ali      |
| Quinto árbitro      | Adou Hermann Ngoh |
| VAR                 | Luis Godinho      |
| Adicionales VAR     | Juan Lara         |

| 1          | Guardameta     | Pa Ebou Dampha    |     |
| 16         | Defensa        | Bakary Jawara     | 86' |
| 5          | Defensa        | Dembo Saidykhan   |     |
| 4          | Defensa        | Alagie Saine      |     |
| 3          | Defensa        | Sainey Sanyang    |     |
| 13         | Centrocampista | Haruna Rasid Njie | 81' |
| 6          | Centrocampista | Mahmudu Bajo      |     |
| 21         | Centrocampista | Mamin Sanyang     | 62' |
| 9          | Centrocampista | Mansour Mbye      |     |
| 8          | Centrocampista | Salifu Colley     | 62' |
| 20         | Delantero      | Adama Bojang      |     |
| Entrenador | Entrenador     | Abdoulie Bojang   |     |

| 12         | Guardameta     | Randall Rodríguez       |       |
| 4          | Defensa        | Mateo Ponte             |       |
| 2          | Defensa        | Sebastián Boselli       |       |
| 16         | Defensa        | Facundo González        |       |
| 13         | Defensa        | Alan Matturro           |       |
| 5          | Centrocampista | Fabricio Díaz           |       |
| 14         | Centrocampista | Damián García           | 62'   |
| 19         | Centrocampista | Luciano Rodríguez       |       |
| 10         | Centrocampista | Franco González         | 90+3' |
| 7          | Centrocampista | Anderson Duarte         | 75'   |
| 11         | Delantero      | Juan Cruz de los Santos | 75'   |
| Entrenador | Entrenador     | Marcelo Broli           |       |

| 19 | Delantero      | Ebrima Singhateh   | 62' |
| 2  | Delantero      | Ba Lamin Sowe      | 62' |
| 14 | Centrocampista | Muhammed Sawaneh   | 81' |
| 11 | Delantero      | Modou Lamin Marong | 86' |

| 15 | Centrocampista | Ignacio Sosa         | 62'   |
| 20 | Delantero      | Nicolás Siri         | 75'   |
| 8  | Centrocampista | Rodrigo Chagas       | 75'   |
| 18 | Centrocampista | Santiago Homenchenko | 90+3' |

| Anotado | 65' | Anderson Duarte | 0–1 |

| Amonestado | 45+1' | Sainey Sanyang   |
| Amonestado | 82'   | Ebrima Singhateh |

| Amonestado | 38' | Damián García |

| Expulsado | 17' | Mansour Mbye |

| Expulsado | 45+4' | Luciano Rodríguez |

| Árbitro             | François Letexier |
| Árbitros asistentes | Cyril Mugnier     |
| Árbitros asistentes | Mehdi Rahmouni    |
| Cuarto árbitro      | Ahmad Al-Ali      |
| Quinto árbitro      | Adou Hermann Ngoh |
| VAR                 | Luis Godinho      |
| Adicionales VAR     | Juan Lara         |

| Estadísticas       | Bandera de Gambia | Bandera de Uruguay |
| Tiros              | 16                | 13                 |
| Tiros a puerta     | 4                 | 4                  |
| Faltas             | 9                 | 10                 |
| Saques de esquina  | 4                 | 2                  |
| Penaltis           | 0                 | 0                  |
| Fueras de juego    | 1                 | 0                  |
| Posesión del balón | 57 %              | 43 %               |

### Cuartos de final

#### Estados Unidos vs. Uruguay
| 4 de junio | Estados Unidos | 0:2 (0:1) | Uruguay                        | Estadio Único Madre de Ciudades, Santiago del Estero                         |                                                                              |
| 18:00      |                | Reporte   | Duarte 21' · Wynder 56' (a.g.) | Asistencia: 18 474 espectadores Árbitro(s): Serdar Gözübüyük VAR: Fedayi San | Asistencia: 18 474 espectadores Árbitro(s): Serdar Gözübüyük VAR: Fedayi San |

| 1          | Guardameta     | Gaga Słonina     |     |
| 17         | Defensa        | Justin Che       |     |
| 5          | Defensa        | Brandan Craig    |     |
| 4          | Defensa        | Joshua Wynder    | 69' |
| 2          | Centrocampista | Michael Halliday | 55' |
| 18         | Centrocampista | Obed Vargas      | 55' |
| 8          | Centrocampista | Jack McGlynn     |     |
| 3          | Centrocampista | Caleb Wiley      | 69' |
| 16         | Delantero      | Owen Wolff       | 46' |
| 9          | Delantero      | Cade Cowell      |     |
| 10         | Delantero      | Diego Luna       |     |
| Entrenador | Entrenador     | Mikey Varas      |     |

| 12         | Guardameta     | Randall Rodríguez       |     |
| 4          | Defensa        | Mateo Ponte             |     |
| 2          | Defensa        | Sebastián Boselli       |     |
| 16         | Defensa        | Facundo González        |     |
| 13         | Defensa        | Alan Matturro           |     |
| 5          | Centrocampista | Fabricio Díaz           | 77' |
| 15         | Centrocampista | Ignacio Sosa            | 69' |
| 8          | Centrocampista | Rodrigo Chagas          |     |
| 10         | Centrocampista | Franco González         |     |
| 11         | Centrocampista | Juan Cruz de los Santos | 77' |
| 7          | Delantero      | Anderson Duarte         | 57' |
| Entrenador | Entrenador     | Marcelo Broli           |     |

| 11 | Delantero      | Kevin Paredes  | 46' |
| 20 | Centrocampista | Rokas Pukštas  | 55' |
| 6  | Centrocampista | Daniel Edelman | 55' |
| 7  | Delantero      | Quinn Sullivan | 69' |
| 13 | Defensa        | Jonathan Gómez | 69' |

| 20 | Delantero      | Nicolás Siri         | 57' |
| 14 | Centrocampista | Damián García        | 69' |
| 18 | Centrocampista | Santiago Homenchenko | 77' |
| 6  | Defensa        | Mathías de Ritis     | 77' |

| Anotado           | 21' | Anderson Duarte | 0–1 |
| Anotado · Autogol | 56' | Joshua Wynder   | 0–2 |

| Amonestado | 82'   | Santiago Homenchenko |
| Amonestado | 90+3' | Mathías de Ritis     |

| Árbitro             | Serdar Gözübüyük  |
| Árbitros asistentes | Erwin Zeinstra    |
| Árbitros asistentes | Johan Balder      |
| Cuarto árbitro      | Yūsuke Araki      |
| Quinto árbitro      | Takumi Takagi     |
| VAR                 | Fedayi San        |
| Adicionales VAR     | Aleandro Di Paolo |
| Adicionales VAR     | Luis Godinho      |

| 1          | Guardameta     | Gaga Słonina     |     |
| 17         | Defensa        | Justin Che       |     |
| 5          | Defensa        | Brandan Craig    |     |
| 4          | Defensa        | Joshua Wynder    | 69' |
| 2          | Centrocampista | Michael Halliday | 55' |
| 18         | Centrocampista | Obed Vargas      | 55' |
| 8          | Centrocampista | Jack McGlynn     |     |
| 3          | Centrocampista | Caleb Wiley      | 69' |
| 16         | Delantero      | Owen Wolff       | 46' |
| 9          | Delantero      | Cade Cowell      |     |
| 10         | Delantero      | Diego Luna       |     |
| Entrenador | Entrenador     | Mikey Varas      |     |

| 12         | Guardameta     | Randall Rodríguez       |     |
| 4          | Defensa        | Mateo Ponte             |     |
| 2          | Defensa        | Sebastián Boselli       |     |
| 16         | Defensa        | Facundo González        |     |
| 13         | Defensa        | Alan Matturro           |     |
| 5          | Centrocampista | Fabricio Díaz           | 77' |
| 15         | Centrocampista | Ignacio Sosa            | 69' |
| 8          | Centrocampista | Rodrigo Chagas          |     |
| 10         | Centrocampista | Franco González         |     |
| 11         | Centrocampista | Juan Cruz de los Santos | 77' |
| 7          | Delantero      | Anderson Duarte         | 57' |
| Entrenador | Entrenador     | Marcelo Broli           |     |

| 11 | Delantero      | Kevin Paredes  | 46' |
| 20 | Centrocampista | Rokas Pukštas  | 55' |
| 6  | Centrocampista | Daniel Edelman | 55' |
| 7  | Delantero      | Quinn Sullivan | 69' |
| 13 | Defensa        | Jonathan Gómez | 69' |

| 20 | Delantero      | Nicolás Siri         | 57' |
| 14 | Centrocampista | Damián García        | 69' |
| 18 | Centrocampista | Santiago Homenchenko | 77' |
| 6  | Defensa        | Mathías de Ritis     | 77' |

| Anotado           | 21' | Anderson Duarte | 0–1 |
| Anotado · Autogol | 56' | Joshua Wynder   | 0–2 |

| Amonestado | 82'   | Santiago Homenchenko |
| Amonestado | 90+3' | Mathías de Ritis     |

| Árbitro             | Serdar Gözübüyük  |
| Árbitros asistentes | Erwin Zeinstra    |
| Árbitros asistentes | Johan Balder      |
| Cuarto árbitro      | Yūsuke Araki      |
| Quinto árbitro      | Takumi Takagi     |
| VAR                 | Fedayi San        |
| Adicionales VAR     | Aleandro Di Paolo |
| Adicionales VAR     | Luis Godinho      |

| Estadísticas       | Bandera de Estados Unidos | Bandera de Uruguay |
| Tiros              | 10                        | 11                 |
| Tiros a puerta     | 3                         | 2                  |
| Faltas             | 12                        | 13                 |
| Saques de esquina  | 3                         | 4                  |
| Penaltis           | 0                         | 0                  |
| Fueras de juego    | 0                         | 5                  |
| Posesión del balón | 66 %                      | 34 %               |

### Semifinal

#### Uruguay vs. Israel
| 8 de junio | Uruguay    | 1:0 (0:0) | Israel | Estadio Ciudad de La Plata, La Plata                                          |                                                                               |
| 14:30      | Duarte 61' | Reporte   |        | Asistencia: 27 860 espectadores Árbitro(s): José María Sánchez VAR: Juan Lara | Asistencia: 27 860 espectadores Árbitro(s): José María Sánchez VAR: Juan Lara |

| 12         | Guardameta     | Randall Rodríguez       |       |
| 14         | Defensa        | Damián García           | 90+4' |
| 2          | Defensa        | Sebastián Boselli       |       |
| 16         | Defensa        | Facundo González        |       |
| 13         | Defensa        | Alan Matturro           |       |
| 5          | Centrocampista | Fabricio Díaz           |       |
| 8          | Centrocampista | Rodrigo Chagas          |       |
| 15         | Centrocampista | Ignacio Sosa            | 46'   |
| 10         | Delantero      | Franco González         |       |
| 7          | Delantero      | Anderson Duarte         | 81'   |
| 11         | Delantero      | Juan Cruz de los Santos | 86'   |
| Entrenador | Entrenador     | Marcelo Broli           |       |

| 1          | Guardameta     | Tomer Tzarfati     |     |
| 2          | Defensa        | Ilay Feingold      | 77' |
| 4          | Defensa        | Stav Lemkin        |     |
| 3          | Defensa        | Or Israelov        |     |
| 12         | Defensa        | Roy Revivo         |     |
| 8          | Centrocampista | Ilay Madmon        | 72' |
| 6          | Centrocampista | El Yam Kancepolsky | 77' |
| 7          | Centrocampista | Anan Khalaily      | 59' |
| 15         | Centrocampista | Tai Abed-Kassus    | 59' |
| 11         | Centrocampista | Hamza Shibli       |     |
| 9          | Delantero      | Dor Turgeman       |     |
| Entrenador | Entrenador     | Ofir Haim          |     |

| 9  | Delantero      | Andrés Ferrari       | 46'   |
| 18 | Centrocampista | Santiago Homenchenko | 81'   |
| 6  | Defensa        | Mathías de Ritis     | 86'   |
| 20 | Delantero      | Nicolás Siri         | 90+4' |

| 20 | Delantero      | Ahmad Ibrahim   | 59' |
| 17 | Delantero      | Omer Senior     | 59' |
| 16 | Centrocampista | Ran Binyamin    | 72' |
| 13 | Defensa        | Noam Ben-Harush | 77' |
| 14 | Centrocampista | Roy Navi        | 77' |

| Anotado | 61' | Anderson Duarte | 1–0 |

| Amonestado | 31' | Fabricio Díaz |

| Amonestado | 82' | Roy Navi |

| Árbitro             | José María Sánchez           |
| Árbitros asistentes | Raúl Cabañero Martínez       |
| Árbitros asistentes | Iñigo Prieto López de Ceraín |
| Cuarto árbitro      | Ramon Abatti                 |
| Quinto árbitro      | Rafael da Silva              |
| VAR                 | Juan Lara                    |
| Adicionales VAR     | Guillermo Cuadra             |
| Adicionales VAR     | Carlos Orbe                  |

| 12         | Guardameta     | Randall Rodríguez       |       |
| 14         | Defensa        | Damián García           | 90+4' |
| 2          | Defensa        | Sebastián Boselli       |       |
| 16         | Defensa        | Facundo González        |       |
| 13         | Defensa        | Alan Matturro           |       |
| 5          | Centrocampista | Fabricio Díaz           |       |
| 8          | Centrocampista | Rodrigo Chagas          |       |
| 15         | Centrocampista | Ignacio Sosa            | 46'   |
| 10         | Delantero      | Franco González         |       |
| 7          | Delantero      | Anderson Duarte         | 81'   |
| 11         | Delantero      | Juan Cruz de los Santos | 86'   |
| Entrenador | Entrenador     | Marcelo Broli           |       |

| 1          | Guardameta     | Tomer Tzarfati     |     |
| 2          | Defensa        | Ilay Feingold      | 77' |
| 4          | Defensa        | Stav Lemkin        |     |
| 3          | Defensa        | Or Israelov        |     |
| 12         | Defensa        | Roy Revivo         |     |
| 8          | Centrocampista | Ilay Madmon        | 72' |
| 6          | Centrocampista | El Yam Kancepolsky | 77' |
| 7          | Centrocampista | Anan Khalaily      | 59' |
| 15         | Centrocampista | Tai Abed-Kassus    | 59' |
| 11         | Centrocampista | Hamza Shibli       |     |
| 9          | Delantero      | Dor Turgeman       |     |
| Entrenador | Entrenador     | Ofir Haim          |     |

| 9  | Delantero      | Andrés Ferrari       | 46'   |
| 18 | Centrocampista | Santiago Homenchenko | 81'   |
| 6  | Defensa        | Mathías de Ritis     | 86'   |
| 20 | Delantero      | Nicolás Siri         | 90+4' |

| 20 | Delantero      | Ahmad Ibrahim   | 59' |
| 17 | Delantero      | Omer Senior     | 59' |
| 16 | Centrocampista | Ran Binyamin    | 72' |
| 13 | Defensa        | Noam Ben-Harush | 77' |
| 14 | Centrocampista | Roy Navi        | 77' |

| Anotado | 61' | Anderson Duarte | 1–0 |

| Amonestado | 31' | Fabricio Díaz |

| Amonestado | 82' | Roy Navi |

| Árbitro             | José María Sánchez           |
| Árbitros asistentes | Raúl Cabañero Martínez       |
| Árbitros asistentes | Iñigo Prieto López de Ceraín |
| Cuarto árbitro      | Ramon Abatti                 |
| Quinto árbitro      | Rafael da Silva              |
| VAR                 | Juan Lara                    |
| Adicionales VAR     | Guillermo Cuadra             |
| Adicionales VAR     | Carlos Orbe                  |

| Estadísticas       | Bandera de Uruguay | Bandera de Israel |
| Tiros              | 14                 | 8                 |
| Tiros a puerta     | 6                  | 2                 |
| Faltas             | 23                 | 19                |
| Saques de esquina  | 5                  | 3                 |
| Penaltis           | 0                  | 0                 |
| Fueras de juego    | 0                  | 1                 |
| Posesión del balón | 33 %               | 67 %              |

### Final

#### Uruguay vs. Italia
| 11 de junio | Uruguay          | 1:0 (0:0) | Italia | Estadio Ciudad de La Plata, La Plata                                     |                                                                          |
| 18:00       | L. Rodríguez 86' | Reporte   |        | Asistencia: 38 297 espectadores Árbitro(s): Glenn Nyberg VAR: Fedayi San | Asistencia: 38 297 espectadores Árbitro(s): Glenn Nyberg VAR: Fedayi San |

| 12         | Guardameta     | Randall Rodríguez       |       |
| 8          | Defensa        | Rodrigo Chagas          |       |
| 2          | Defensa        | Sebastián Boselli       |       |
| 16         | Defensa        | Facundo González        |       |
| 13         | Defensa        | Alan Matturro           |       |
| 5          | Centrocampista | Fabricio Díaz           |       |
| 14         | Centrocampista | Damián García           |       |
| 19         | Centrocampista | Luciano Rodríguez       | 90+6' |
| 10         | Centrocampista | Franco González         |       |
| 11         | Centrocampista | Juan Cruz de los Santos | 90+2' |
| 7          | Delantero      | Anderson Duarte         | 63'   |
| Entrenador | Entrenador     | Marcelo Broli           |       |

| 1          | Guardameta     | Sebastiano Desplanches |     |
| 3          | Defensa        | Riccardo Turicchia     |     |
| 5          | Defensa        | Daniele Ghilardi       |     |
| 14         | Defensa        | Gabriele Guarino       |     |
| 6          | Defensa        | Samuel Giovane         | 90' |
| 16         | Centrocampista | Giacomo Faticanti      | 46' |
| 4          | Centrocampista | Matteo Prati           |     |
| 8          | Centrocampista | Cesare Casadei         |     |
| 10         | Centrocampista | Tommaso Baldanzi       | 90' |
| 20         | Delantero      | Simone Pafundi         | 56' |
| 9          | Delantero      | Giuseppe Ambrosino     | 56' |
| Entrenador | Entrenador     | Carmine Nunziata       |     |

| 9  | Delantero      | Andrés Ferrari       | 63'   |
| 15 | Centrocampista | Ignacio Sosa         | 90+2' |
| 18 | Centrocampista | Santiago Homenchenko | 90+6' |

| 2  | Defensa        | Mattia Zanotti     | 46' |
| 11 | Delantero      | Daniele Montevago  | 56' |
| 18 | Delantero      | Francesco Esposito | 56' |
| 7  | Centrocampista | Niccolò Pisilli    | 90' |
| 17 | Centrocampista | Luca Lipani        | 90' |

| Anotado | 86' | Luciano Rodríguez | 1–0 |

| Amonestado | 90+2'  | Mateo Antoni  |
| Amonestado | 90+12' | Fabricio Díaz |

| Amonestado | 33'    | Gabriele Guarino   |
| Amonestado | 47'    | Giuseppe Ambrosino |
| Amonestado | 83'    | Matteo Prati       |
| Amonestado | 90'    | Mattia Zanotti     |
| Amonestado | 90+12' | Luca Lipani        |

| Árbitro             | Glenn Nyberg          |
| Árbitros asistentes | Mahbod Beigi          |
| Árbitros asistentes | Andreas Söderkvist    |
| Cuarto árbitro      | Juan Gabriel Calderón |
| Quinto árbitro      | William Arrieta       |
| VAR                 | Fedayi San            |
| Adicionales VAR     | Tatiana Guzmán        |
| Adicionales VAR     | Juan Lara             |

| 12         | Guardameta     | Randall Rodríguez       |       |
| 8          | Defensa        | Rodrigo Chagas          |       |
| 2          | Defensa        | Sebastián Boselli       |       |
| 16         | Defensa        | Facundo González        |       |
| 13         | Defensa        | Alan Matturro           |       |
| 5          | Centrocampista | Fabricio Díaz           |       |
| 14         | Centrocampista | Damián García           |       |
| 19         | Centrocampista | Luciano Rodríguez       | 90+6' |
| 10         | Centrocampista | Franco González         |       |
| 11         | Centrocampista | Juan Cruz de los Santos | 90+2' |
| 7          | Delantero      | Anderson Duarte         | 63'   |
| Entrenador | Entrenador     | Marcelo Broli           |       |

| 1          | Guardameta     | Sebastiano Desplanches |     |
| 3          | Defensa        | Riccardo Turicchia     |     |
| 5          | Defensa        | Daniele Ghilardi       |     |
| 14         | Defensa        | Gabriele Guarino       |     |
| 6          | Defensa        | Samuel Giovane         | 90' |
| 16         | Centrocampista | Giacomo Faticanti      | 46' |
| 4          | Centrocampista | Matteo Prati           |     |
| 8          | Centrocampista | Cesare Casadei         |     |
| 10         | Centrocampista | Tommaso Baldanzi       | 90' |
| 20         | Delantero      | Simone Pafundi         | 56' |
| 9          | Delantero      | Giuseppe Ambrosino     | 56' |
| Entrenador | Entrenador     | Carmine Nunziata       |     |

| 9  | Delantero      | Andrés Ferrari       | 63'   |
| 15 | Centrocampista | Ignacio Sosa         | 90+2' |
| 18 | Centrocampista | Santiago Homenchenko | 90+6' |

| 2  | Defensa        | Mattia Zanotti     | 46' |
| 11 | Delantero      | Daniele Montevago  | 56' |
| 18 | Delantero      | Francesco Esposito | 56' |
| 7  | Centrocampista | Niccolò Pisilli    | 90' |
| 17 | Centrocampista | Luca Lipani        | 90' |

| Anotado | 86' | Luciano Rodríguez | 1–0 |

| Amonestado | 90+2'  | Mateo Antoni  |
| Amonestado | 90+12' | Fabricio Díaz |

| Amonestado | 33'    | Gabriele Guarino   |
| Amonestado | 47'    | Giuseppe Ambrosino |
| Amonestado | 83'    | Matteo Prati       |
| Amonestado | 90'    | Mattia Zanotti     |
| Amonestado | 90+12' | Luca Lipani        |

| Árbitro             | Glenn Nyberg          |
| Árbitros asistentes | Mahbod Beigi          |
| Árbitros asistentes | Andreas Söderkvist    |
| Cuarto árbitro      | Juan Gabriel Calderón |
| Quinto árbitro      | William Arrieta       |
| VAR                 | Fedayi San            |
| Adicionales VAR     | Tatiana Guzmán        |
| Adicionales VAR     | Juan Lara             |

| Estadísticas       | Bandera de Uruguay | Bandera de Italia |
| Tiros              | 14                 | 2                 |
| Tiros a puerta     | 4                  | 0                 |
| Faltas             | 13                 | 22                |
| Saques de esquina  | 9                  | 3                 |
| Penaltis           | 0                  | 0                 |
| Fueras de juego    | 5                  | 0                 |
| Posesión del balón | 46 %               | 54 %              |

## Estadísticas

### Participación de jugadores
| #  | Pos        | Jugador           | PJ | Minutos Jugados | Goles recibidos | Partidos invicto | Tarjetas Amarillas | Doble Tarjeta Amarilla y Roja | Tarjetas Rojas |
| -- | ---------- | ----------------- | -- | --------------- | --------------- | ---------------- | ------------------ | ----------------------------- | -------------- |
| 1  | Guardameta | Facundo Machado   | 0  | 0               | 0               | 0                | 0                  | 0                             | 0              |
| 12 | Guardameta | Randall Rodríguez | 7  | 630             | 3               | 6                | 0                  | 0                             | 0              |
| 21 | Guardameta | José Arbío        | 0  | 0               | 0               | 0                | 0                  | 0                             | 0              |

| #  | Pos            | Jugador                 | PJ | Minutos Jugados | Goles | Asistencias | Tarjetas Amarillas | Doble Tarjeta Amarilla y Roja | Tarjetas Rojas |
| -- | -------------- | ----------------------- | -- | --------------- | ----- | ----------- | ------------------ | ----------------------------- | -------------- |
| 2  | Defensa        | Sebastián Boselli       | 7  | 630             | 0     | 0           | 0                  | 0                             | 0              |
| 3  | Defensa        | Mateo Antoni            | 0  | 0               | 0     | 0           | 1                  | 0                             | 0              |
| 4  | Defensa        | Mateo Ponte             | 5  | 422             | 0     | 0           | 0                  | 0                             | 0              |
| 5  | Centrocampista | Fabricio Díaz           | 7  | 602             | 0     | 1           | 2                  | 0                             | 0              |
| 6  | Defensa        | Mathías de Ritis        | 2  | 17              | 0     | 0           | 1                  | 0                             | 0              |
| 7  | Centrocampista | Anderson Duarte         | 7  | 321             | 3     | 0           | 0                  | 0                             | 0              |
| 8  | Centrocampista | Rodrigo Chagas          | 6  | 313             | 0     | 0           | 0                  | 0                             | 0              |
| 9  | Delantero      | Andrés Ferrari          | 5  | 234             | 1     | 0           | 0                  | 0                             | 0              |
| 10 | Centrocampista | Franco González         | 7  | 610             | 2     | 1           | 0                  | 0                             | 0              |
| 11 | Centrocampista | Juan Cruz de los Santos | 6  | 430             | 0     | 1           | 0                  | 0                             | 0              |
| 13 | Defensa        | Alan Matturro           | 7  | 630             | 1     | 1           | 1                  | 0                             | 0              |
| 14 | Centrocampista | Damián García           | 7  | 518             | 0     | 0           | 1                  | 0                             | 0              |
| 15 | Centrocampista | Ignacio Sosa            | 7  | 158             | 0     | 0           | 1                  | 0                             | 0              |
| 16 | Defensa        | Facundo González        | 7  | 630             | 0     | 0           | 0                  | 0                             | 0              |
| 17 | Centrocampista | Matías Abaldo           | 3  | 236             | 2     | 1           | 0                  | 0                             | 0              |
| 18 | Centrocampista | Santiago Homenchenko    | 6  | 43              | 0     | 0           | 1                  | 0                             | 0              |
| 19 | Delantero      | Luciano Rodríguez       | 5  | 405             | 1     | 0           | 0                  | 0                             | 1              |
| 20 | Delantero      | Nicolás Siri            | 6  | 56              | 0     | 0           | 0                  | 0                             | 0              |

### Distinciones
Alan Matturro fue distinguido con el Balón de Plata, distinción para el segundo mejor jugador del torneo por debajo del italiano Cesare Casadei y por encima del surcoreano Lee Seung-won.
Según la página web de estadísticas de rendimiento Sofascore, Uruguay tuvo 3 futbolistas en el equipo ideal del torneo: Alan Matturro, Sebastián Boselli y Fabricio Díaz. Para AS los uruguayos parte del equipo ideal fueron: Sebastián Boselli, Alan Matturro, Fabricio Díaz y Anderson Duarte.
El portal oficial de FIFA destacó a Anderson Duarte y Randall Rodríguez como parte de los talentos a tener en cuenta.
| Premio         |                | Jugador       | Selección |
| -------------- | -------------- | ------------- | --------- |
| Balón de Plata | Balón de Plata | Alan Matturro | Uruguay   |